# Ducatul de Benevento

Ducatul longobard de Benevento în secolul al VIII-lea

Ducatul și apoi Principatul de Benevento a fost inițial cel mai sudic ducat longobard din Italia medievală, axat în jurul orașului Benevento, situat în sudul Italiei. Datorită existenței Ducatus Romanus al papilor, care tăia practic ducatul de Benevento de stăpânirile longobarde din nordul Italiei (Langobardia Major), Benevento a fost de la bun început independent de facto.
Paul Diaconul se referă la Benevento sub numele de "ducatul samnit", după numele vechilor locuitori ai regiunii, samniții.

## Întemeierea
Condițiile în care ducatul de Benevento a fost întemeiat sunt disputate. Potrivit unor istorici, longobarzii au fost prezenți în sudul Italiei cu mult înainte de completa cucerire de către ei a văii Padului: astfel, ducatul s-ar fi fondat de la anul 571. sau cel târziu către 590. Oricum ar fi stat lucrurile, se știe că primul duce a fost Zotto, conducătorul unui grup de soldați care au coborât pe coasta Campaniei. Deși la început independent, Zotto a fost până la urmă silit să se supună autorității regale din nord. Succesorul său a fost Arechis, nepot de frate al său, iar principiul succesiunii ereditare a marcat conducerea ducatului de Benevento până la sfârșit.
Ducatele longobarde, parte a regatului longobard din nord, erau în esență independente, în pofida rădăcinilor și limbii comune cu cei din nord, ca și a legilor și religiei identice. O fîție de teritoriu care presta supunere fie Romei fie Ravennei separa ducatul de Benevento de regii de la Pavia. Autonomia culturală a urmat și ea în mod natural: un ritual liturgic distinct, promovat de biserica din Benevento, care va fi înlocuit abia în secolul al XI-lea de către cel gregorian. O scrie beneventină unică s-a dezvoltat pentru scrierea latinei. Scriind în secolul al VIII-lea, istoricul Paul Diaconul a sosit la Benevento în suita unei prințese din Pavia, destinată să devină mireasa ducelui. Stabilit în cea mai mare dintre mănăstirile beneventine, Montecassino, el a scris mai întâi o istorie romană, iar apoi una a longobarzilor, sursă importantă și pentru istoria ducatului de Benevento.

## Expansiunea
Sub succesorii Zotto, ducatul și-a extins teritoriul în dauna stăpânirilor bizantine. Astfel, ducele Arechis (originar din Friuli, a capturat Capua și Crotone și a jefuit Amalfi, însă a fost incapabil să ocupe Napoli. După domnia sa, bizantinii mai păstrau în sudul Italiei doar Napoli, Amalfi, Gaeta, Sorrento, Calabria și orașele maritime din Apulia: (Bari, Brindisi, Otranto etc. În anul 662, ducele Grimoald I s-a deplasat în nord pentru a acorda ajutor regelui Godepert împotriva fratelui său, co-regele Perctarit și în cele din urmă i-a ucis pe amândoi și a cucerit Pavia. Ca rege al tuturor longobarzilor, Grimoald a încercat să reinstaureze arianismul în defavoarea catolicismului, la care aderase fostul rege Aripert I. Cu toate acestea, arianism a dispărut chiar și în ducatul de Benevento, în condițiile distincțiilor dintre minoritatea etnică longobardă și populația majoritară, vorbitoare de latină și greacă. În 663, orașul Benevento însuși a fost asediat de către trupele bizantine, în cadrul campaniei nereușite a împăratului Constans al II-lea al Bizanțului, care debarcase la Taranto cu scopul de a recuceri sudul Italiei. Ducele Romuald I a apărat orașul cu vitejie, iar împăratul de la Constantinopol, temându-se de sosirea tatălui lui Romuald, regele Grimoald, s-a retras la Napoli. Romuald a interceptat o parte a trupelor bizantine la Forino, între Avellino și Salerno și a distrus-o. O pace între ducatul de Benevento și Imperiul Bizantin a fost semnată în 680.
În deceniile ulterioare, Benevento a cucerit alte câteva teritorii de la bizantini, însă principalul său dușman era acum tocmai Regatul longobard din nord. Regele Liutprand a intervenit în câteva rânduri pentru a impune un candidat preferat pe tronul ducale. Succesorul său, Ratchis,  a declarat ducatele de Spoleto și Benevento ca fiind țări străine în care era interzis a se circula fără permisiunea regală.

## Secundum Ticinum

Italia în jurul anului 1000

În anul 758, regele Desiderius a capturat pentru scurtă vreme Spoleto și Benevento, însă odată cu cucerirea de către francii lui Carol cel Mare a regatului longobard din 774, Arechis al II-lea a căutat să revendice demnitatea regală și sp transforme Benevento într-un secundum Ticinum: o a doua Pavia. Înțelegând ulterior că acest lucru ar fi fost greu de pus în practică și mai ales că ar fi atras asupra sa atenția francilor, Arechis a optat în continuare pentru titlul de princeps. În 787, în urma asedierii Salerno de către Carol cel Mare, el a fost nevoit să se supună suzeranității france. În acea vreme, Benevento era proclamat de către un cronicar ca Ticinum geminum, în sensul de  "a doua Pavia". Arechis a extins vechiul oraș roman, înălțând noi ziduri înconjurătoare în partea sud-vestică a cetății, unde Arechis a distrus vechile construcții pentru a construi un nou palat princiar, a cărui curte se identifică astăzi în Piano di Corte. După modelul dușmanilor lor bizantini, ducii de Benevento au legat palatul lor cu o biserică națională, numită Sfânta Sofia Hagia Sophia.
În 788, principatul a fost invadat din nou de trupele bizantine conduse de fiul fostului rege Desiderius, numit Adalgis, care se refugiase după 774 la Constantinopol. Cu toate acestea, încercările lui Adelchis au fost dejucate de către fiul lui Arechis, Grimoald al III-lea, care, pentru a rezista, s-a supus francilor. Francii l-au sprijinit pe Grimoald în respingerea lui Adelchis, însă, în schimb, au atacat teritoriile beneventine în câteva rânduri și au obținut câteva mici achiziții teritoriale, în special Chieti de la ducatul de Spoleto. În 814, Grimoald al IV-lea a făcut vagi promisiuni de tribut și supunere față de împăratul Ludovic Piosul, care au fost reînnoite de către succesorul său Sico I. Niciuna dintre aceste promisiuni nu a fost îndeplinită, și descreșterea puterii și influenței monarhilor din dinastiei Carolingienilor a permis ducatului de Benevento să își sporească gradul de autonomie.

## Declin prin divizare și cucerire
În pofida neîncetatei ostilități a suveranilor franci, Benevento a atins în secolul următor apogeul, impunând tribut asupra Neapolelui și capturând Amalfi sub ducele Sicard. Când acesta din urmă a fost asasinat în urma unui complot, a izbucnit un război civil. Rudă cu Sicard, Siconulf a fost proclamat principe de Salerno, pe când asasinul lui Sicard, Radelchis a fost aclamat în Benevento însuși. Situația încordată s-a încheiat cu divizarea ducatului, operată la ordinul împăratului Ludovic al II-lea, în două principate distincte: Benevento (cuprinzând actuala regiune Molise și Apulia de la nord de Taranto) și Principatul de Salerno. Câțiva gastalzi și conți locali, precum cel din Capua, au profitat de situația creată și și-au declarat independența.
Criza a fost agravată de începerea ravagiilor din partea sarazinilor, la început aceștia fiind chemați în ajutor de către Radelchis, iar apoi de Siconulf în timpul lungului război dintre ei. Stimulați adeseori de către conducătorii creștini aflați în rivalitate, sarazinii au jefuit Napoli, Salerno și Benevento însuși. Colonia întemeiată de musulmani în sudul regiunii Lazio a fost eliminată abia în anul 915, după bătălia de la Garigliano. În același timp, Imperiul Bizantin recucerea o mare parte din sudul Italiei, începând cu Bari, pe care l-au recucerit de la sarazini în 876, și până la urmă transformându-și "themata" conduse de strategoi în Catepanatul de Italia (999), conducând la reducerea deja decăzutei puteri a Beneventului.
În 899, Atenulf I de Capua a cucerit Benevento și a unit cele două ducate. El le-a declarat ca fiind inseparabile și a introdus principiul co-guvernării, prin care fiii să fie asociați taților aflați la conducere, un principiu care curând a fost adoptat și la Salerno. Cu toate acestea, Langobardia Minor a fost unificată în integralitatea ei pentru ultima oară de către ducele Pandulf Cap de Fier, care a devenit principe de Salerno în 978. El a reușit de asemenea să transforme Benevento într-o arhidioceză, în 969. Înainte de a muri (martie 981), el a obținut de la împăratul Otto I cel Mare și titlul de duce de Spoleto. Cu toate acestea, el a împărțit posesiunile între fiii săi: Landulf al IV-lea a obținut Benevento și Capua, iar Pandulf a primit Salerno. La puțină vreme după aceea, Benevento a suferit o nouă lovitură atunci când Pandulf al II-lea, nepotul lui Pandulf "Cap de Fier", s-a răsculat, cerând partea sa din moștenire.
Primele decenii ale secolului al XI-lea consemnează ducatul Benevento ca fiind redus teritorial la dimensiuni mai mici decât ale ducatelor-surori Salerno, pe atunci proeminent, sau Capua. În jurul anului 1000, Benevento cuprinde încă 34 de comitate separate. În anul 1022, împăratul Henric al II-lea a cucerit atât Capua cât și Benevento, însă a revenit în Germania după eșecul din fața orașului Troia din regiunea Foggia.
Tot în această perioadă, normanzii au sosit în sudul Italiei, iar Benevento, recunosc ca fiind sub suzeranitatea papală, era un aliat variabil. Ducele beneventin avea destul prestigiu pentru a-l trimite pe fiul său, Atenulf, să participe la răscoala normando-longobardă din Apulia în postura de comandant militar, însă Atenulf i-a abandonat pe normanzi, iar Benevento și-a pierdut ceea ce mai rămăsese din influența sa.
Cel mai mare dintre conducătorii normanzi din sudul Italiei a fost Robert Guiscard, care a capturat Benevento în 1053. El a cedat cucerirea suzeranului de jure al acesteia, anume papei, care a numit o serie de longobarzi minori ca duci, înainte de a preda Benevento lui Guiscard însuși în 1078. Până la urmă a fost restituit papei în 1081, având la acea vreme doar cu puțin mai multe decât orașul Benevento însuși.